# Молинс, Мария
Мария Молинс (исп. Maria Molins; род. 14 февраля 1979, Барселона, Испания) — испанская актриса

 театра и кино.

## Биография
Начала свою карьеру в театре, где работала большую часть своей карьеры. Кроме того, в начале имела небольшие роли в каталонских сериалах, таких как «Tocao del ala» и «Homenots». В 2001 году снялась в каталонском сериале «El cor de la ciutat». Что касается кино, то участвовала в постановках, таких как «Todo está en el aire», «Cobardes» и «A la deriva».
В 2011 году снимается в телевизионном фильме TV3 «14 de abril. Macià contra Companys». Кроме того, также появляется в эпизоде испанского телесериала «Cuéntame cómo pasó».
В 2012 году является частью актерского состава мини-сериала «Historias robadas» от телеканала «Antena 3» о случае украденного ребенка, который ищет свою биологическую семью. Также участвует в телевизионном фильме «Запах колонии» и в телесериале «Kubala, Moreno i Manchón». Кроме того, снимается в фильме «Bosc» вместе с Алексом Брендемюлем, за который получает премию «Гауди» за лучшую женскую роль в 2013 году.
В 2013 году возвращается в кино с фильмом «Hijo de Caín» вместе с Хосе Коронадо и Давидом Солансом.
В 2014 году присоединилась к сериалу «La Riera» телекомпании «TV3». Также участвует в фильме «Seve, the movie».
С 2015 года является частью повторяющегося актерского состава телесериала «La que se avecina».
В 2016 году является частью актерского состава первого сезона сериала «La embajada» телеканала «Antena 3».